# No Trigger
No Trigger is een Amerikaanse melodieuze hardcoreband uit de staat Massachusetts.  De band is opgericht in 2001. De stijl van de band wordt gekenmerkt door invloeden van bands als onder andere Strike Anywhere en None More Black. De band heeft enkele keren opgetreden in Nederland en België.

## Geschiedenis
De band No Trigger is opgericht in 2000. De band bracht zelf twee demo's uit. Een van deze demo's is een split-demo met de band Wasteland. In het najaar van 2004 heeft de band de laatste hand gelegd aan het schrijven en opnemen van hun ep "Extinction in Stereo", dat in 2005 is uitgebracht door Bigmouth Japan. In 2007 bracht New School Records de ep opnieuw uit. In 2005 heeft de band een contract getekent bij de platenlabel Nitro Records. In maart 2006 bracht de band hun eerste album uit, met de naam "Canyoneer". In 2012 bracht de band hun tweede album uit, genaamd "Tycoon". Dit album kreeg veel lovende kritieken. De band bracht het album uit via het platenlabel No Sleep Records.

## Bandleden
- Tom Rheault – Zang
- Brad Rheault – Basgitaar
- Jon Strader – Slaggitaar
- Mike Przygoda – Gitaar
- Mike Ciprari – Drums

### Ex-leden
- Billy Bean – Gitaar
- Erik Perkins – Drums
- Tom Ciesluk – Basgitaar
- Mike Ciprari – Drums

## Discografie

### Albums
- Canyoneer (2006)
- Tycoon (2012)

### Ep's en singles
- The World Is Not a Stage (2003)
- No Trigger / Wasteland (2004)
- Extinction in Stereo (2005/2007)
- Be Honest (2010)
- Adult Braces (2017)